# Il romanzo di un maestro (miniserie televisiva)
Il romanzo di un maestro è uno sceneggiato televisivo prodotto dalla Rai - Radiotelevisione italiana e trasmesso nel 1959. Articolato in cinque puntate, fu trasmesso dal 18 aprile di quell'anno sull'allora Programma Nazionale.

## Storia
La regia - ispirata all'omonimo romanzo di Edmondo De Amicis, ridotto per il piccolo schermo dalle sceneggiatrici Grazia Dore e Anna Maria Rimoaldi - era di Mario Landi (anche co-sceneggiatore). Fra gli interpreti figuravano Armando Francioli, nel ruolo del protagonista, Fosco Giachetti e Cosetta Greco.

## Contenuto
Lo sceneggiato, come il romanzo da cui è tratto, prende in esame la vicenda umana di Emilio Ratti, maestro elementare inviato ad insegnare in una scuola della provincia italiana fine XIX secolo. Partendo dalle avventure/disavventure del protagonista, il lavoro si sofferma sulla preoccupante condizione in cui si trovava ad operare in quel periodo storico la classe docente, con un occhio particolare per il lato più umano dell'ambiente scolastico. A margine della vicenda principale vi è la storia d'amore del protagonista per una collega, una love story resa difficoltosa dai pettegolezzi degli abitanti del luogo.

## Cast
Il cast, oltre ai protagonisti, era costituito da attori di vaglia di formazione teatrale:
- Maria Teresa Albani
- Carlo Alighiero
- Paola Borboni
- Carlo Campanini
- Roberto Chevalier
- Riccardo Garrone
- Irene Genna
- Ileana Ghione
- Massimo Giuliani
- Ludovica Modugno
- Lucilla Morlacchi
- Luigi Pavese
- Checco Rissone
- Mauro Severino
- Franco Silva